# Magten er sød
|  | Denne artikel er oprettet af botten PalnaBot ud fra en ekstern database. Den kan derfor have sproglige fejl eller mangler. Denne skabelon kan fjernes efter kontrol af indholdet. |

Magten er sød er en film instrueret af Jens Ravn efter manuskript af Jens Ravn.

## Handling
Dokumentarfilm om sukker og levevilkårene for de mennesker, som skal leve af at producere denne vare. Filmens historie om sukkeret på verdensmarkedet suppleres af historiske tilbageblik bl.a. på Danmarks rolle som koloniherre på De Vestindiske Øer, hvor sukkerproduktionen var stor og givtig.